# Seigneurie du Lac-Mitis
La seigneurie du Lac-Mitis a été concédée à Louis Rouer de Villeray par le gouverneur de la Nouvelle-France, Frontenac, le 10 février 1693. 

## Annexe